# Арі Бен
Арі Мікаел Бен (норв. Ari Mikael Behn; 30 вересня 1972, Орхус, Центральна Ютландія — 25 грудня 2019, Ломмедален, Акерсхус) — норвезький письменник, драматург та художник, чоловік принцеси Марти Луїзи. Досягнув раннього літературного успіху завдяки збірці оповідань «Сумний, як пекло» (1999), яка розійшлася тиражем близько 100 000 примірників. Пізніше написав чотири романи, дві збірки оповідань, одну п'єсу та книгу про своє весілля. З 2013 року до самої смерті активно працював як художник-візуаліст, малюючи у неоекспресіоністській манері. Роботи Бена виставлялися у великих європейських галереях.
У 2002—2017 роках Бен був одружений з принцесою Мартою Луїзою, старшою дочкою короля Гаральда V. Він залишався приватною особою, але три дочки, що народилися в цьому шлюбі, займають четверту, п'яту і шосту позиції в лінії норвезького престолонаслідування: 
- Мод Ангеліка Бен (29 квітня 2003 року);
- Леа Айседора Бен (8 квітня 2005 року);
- Емма Таллула Бен (29 вересня 2008).